# Dolichopus apicalis
Dolichopus apicalis är en tvåvingeart som beskrevs av Zetterstedt 1849. Dolichopus apicalis ingår i släktet Dolichopus och familjen styltflugor. Arten är reproducerande i Sverige. Inga underarter finns listade i Catalogue of Life.